# Téssalo
Na mitologia grega, o nome Téssalo é atribuído a três indivíduos, todos considerados como possíveis epônimos de Tessália:
- Téssalo (filho de Jasão), filho mais velho de Jasão e Medeia, irmão de Tisandro e irmão gêmeo de Alcimenes.[1] Quando ele tinha aproximadamente dez anos de idade escapou de ser morto pela sua mãe e continuou crescendo em Corinto.[2] Ele se muda depois para Iolco, terra natal de Jasão, e se torna rei com a morte de Acasto, já que o direito de herança pertencia à sua família.[2] Ele passa a chamar os seus súditos de tessalonicenses, em alusão ao seu nome.[2]
- Téssalo (filho de Héracles), filho de Héracles e Calcíope. Ele foi o pai de Antifo e Feidipo;[3][4][5]
- Filho de Hêmon e, possivelmente, pai de Nessão.[4]